# Iris Myra
 (juin 2025).
Si vous disposez d'ouvrages ou d'articles de référence ou si vous connaissez des sites web de qualité traitant du thème abordé ici, merci de compléter l'article en donnant les références utiles à sa vérifiabilité et en les liant à la section « Notes et références ».
L’iris Myra est une variété d'iris hybride. (Parents : 'Sostenique' × 'Study in Black').
- Catégorie : Grand Iris de Jardin (TB).
- Création : P.C. Anfosso (1996).
- Description : Iris aux  pétales beiges sur des sépales brun-noir à barbe orange vif.
- Floraison : moyen.
- Taille : 90 cm.